# Solemya panamensis
Solemya panamensis är en musselart som beskrevs av Dall 1908. Solemya panamensis ingår i släktet Solemya och familjen Solemyidae. Inga underarter finns listade i Catalogue of Life.